# Goldfinger (roman)
Goldfinger, (eng. titel Goldfinger) den sjunde i en serie romaner om agenten James Bond, skrivna av Ian Fleming. Boken kom ut på engelska första gången 1959, och filmades som Goldfinger med Sean Connery 1964.

## Handling
Under ett besök i Miami, springer Bond in i Mr. Du Pont, som han senast mötte i Casino Royale. Du Pont frågar om han kan sitta med under en omgång canasta med en viss Auric Goldfinger, för att se om och hur han fuskar. Bond avslöjar Goldfingers fusk och tvingar honom att erkänna det för Du Pont.
När Bond kommer tillbaka till London får han reda på att Goldfinger är rikast i England och att han är världens största guldsmugglare, och att han är kommunist och sköter den ryska lönnmördarbyrån Smersh:s ekonomi.
Genom ytterligare möten med Goldfinger, bl.a. ett på en golfbana, inser Bond att Goldfingers stora plan (Operation Storslam) är att bryta sig in i USA:s guldlager Fort Knox i Kentucky. Tillsammans med amerikanske Felix Leiter blir det Bonds jobb att stoppa operationen. Men Goldfinger får hjälp av många brottssyndikat, till exempel "The Spangled Mob" från Döden spelar falskt, och gangstrarna i "The Cement Mixers" med den kvinnliga ledaren Pussy Galore. 

## Karaktärer (i urval)
- James Bond
- Auric Goldfinger
- Pussy Galore
- Oddjob
- Felix Leiter
- M
- Tilly Masterson
- Jill Masterson

## Serieversion
Mellan oktober 1960 och april 1961 gavs Goldfinger ut som tecknad serie i tidningen Daily Express. Romanen adapterades av Peter O'Donnell och ritades av John McLusky. Serien har senare återpublicerats i såväl album som den svenska tidningen James Bond Agent 007.

## Övrigt
- Goldfingers förnamn Auric betyder "gyllene" på latin. Jämför förkortningen för guld (Au).
- Den här boken liknar Attentat i det att en av Storbritanniens rikaste män är kommunistsympatisör med en stor kriminell plan, som Bond lyckas nästla sig in i som sekreterare. De möts via kortspel, där skurken fuskar, och båda har kvinnliga medarbetare som blir Bonds allierade.
- Goldfinger är den bok som ligger närmast Bondfilmerna när det gäller prylar. Bond får en grå Aston Martin DB3 med dödliga tillbehör, och en spårsökare precis som i filmen. Dock finns det ingen Q i boken.
- Auric Goldfinger fick sitt namn (och delar av sitt utseende) från en arkitekt vid namn Ernö Goldfinger. När boken kom ut gick Ernö Goldfinger till sina advokater, men det hela avgjordes utanför domstol, och Goldfinger fick kostnaderna betalda, sex ex av boken, och en försäkran att Goldfingers förnamn Auric alltid skulle användas.
- I vissa översättningar har Goldfingers betjänt Oddjob fått namnet "Fredag".